# WTA Argentina Open 2023
Il WTA Argentina Open 2023, conosciuto come IEB+ Argentina Open per motivi di sponsorizzazione, è un torneo femminile di tennis giocato sulla terra rossa. È la 3ª edizione del torneo, facente parte della categoria WTA 125 nell'ambito del WTA Challenger Tour 2023. Si gioca al Buenos Aires Lawn Tennis Club di Buenos Aires in Argentina dal 27 novembre al 3 dicembre 2023.

## Partecipanti al singolare

### Teste di serie
| Nazionalità | Giocatrice        | Ranking* | Testa di serie |
| ----------- | ----------------- | -------- | -------------- |
| Francia     | Diane Parry       | 91       | 1              |
| Italia      | Sara Errani       | 103      | 2              |
| Stati Uniti | Elizabeth Mandlik | 115      | 3              |
| Francia     | Léolia Jeanjean   | 129      | 4              |
| Brasile     | Laura Pigossi     | 138      | 5              |
| Messico     | Renata Zarazúa    | 151      | 6              |
| Argentina   | Julia Riera       | 156      | 7              |
| Argentina   | María Carlé       | 173      | 8              |
| Francia     | Carole Monnet     | 181      | 9              |

* Ranking al 20 novembre 2023.

### Altre partecipanti
Le seguenti giocatrici hanno ricevuto una wild card per il tabellone principale:
- Julieta Estable
- Luisina Giovannini
- Guillermina Naya
- Lucciana Pérez Alarcón

La seguente giocatrice è subentrata in tabellone come alternate:
- Gabriela Cé

Le seguenti giocatrici sono passate dalle qualificazioni:
- Amina Anšba
- Ekaterine Gorgodze
- Varvara Lepchenko
- Anna Rogers

### Ritiri
Prima del torneo
- Emiliana Arango → sostituita da  Solana Sierra
- Irina-Camelia Begu → sostituita da  Robin Montgomery
- Anna Bondár → sostituita da  Despoina Papamichaīl
- Jéssica Bouzas Maneiro → sostituita da  Séléna Janicijevic
- Maja Chwalińska → sostituita da  Carolina Alves
- Fiona Ferro → sostituita da  Valerija Strachova
- Léolia Jeanjean → sostituita da  Gabriela Cé
- Anna Kalinskaja → sostituita da  İpek Öz
- Petra Marčinko → sostituita da  Martina Capurro Taborda
- Jule Niemeier → sostituita da  Leyre Romero Gormaz
- Camila Osorio → sostituita da  Miriam Bulgaru
- Nadia Podoroska → sostituita da  Carole Monnet
- Iryna Šymanovič → sostituita da  Eva Vedder
- Panna Udvardy → sostituita da  Valentini Grammatikopoulou

## Partecipanti al doppio

### Teste di serie
| Nazione     | Giocatrice     | Nazione     | Giocatrice         | Rank1 | Seed |
| ----------- | -------------- | ----------- | ------------------ | ----- | ---- |
| Francia     | Diane Parry    | Ucraina     | Valerija Strachova | 186   | 1    |
|             | Amina Anšba    | Stati Uniti | Quinn Gleason      | 193   | 2    |
| Germania    | Julia Lohoff   | Svizzera    | Conny Perrin       | 241   | 3    |
| Regno Unito | Freya Christie | Colombia    | Yuliana Lizarazo   | 252   | 4    |

* Ranking al 20 novembre 2023.

### Altre partecipanti
La seguente coppia ha ricevuto una wild card per il tabellone principale:
- Martina Capurro Taborda /  Julieta Estable

## Campionesse

### Singolare
Laura Pigossi ha sconfitto in finale  María Carlé con il punteggio di 6-3, 6-2.

### Doppio
María Carlé /  Despoina Papamichaīl hanno sconfitto in finale  María Paulina Pérez /  Sofia Sewing con il punteggio di 6-3, 4-6, [11-9].